# Francisco Pérez (Radsportler, 1934)
Francisco Pérez (* 4. Februar 1934 in Chamizo; † 6. April 2024) war ein uruguayischer Radrennfahrer.

## Sportliche Laufbahn
Pérez war Teilnehmer der Olympischen Sommerspiele 1964 in Tokio. Im olympischen Straßenrennen wurde er beim Sieg von Mario Zanin auf dem 48. Rang klassiert. Im Mannschaftszeitfahren kam das Team aus Uruguay mit Wilde Baridón, Vid Cencic, Francisco Pérez und Ricardo Vázquez auf den 10. Platz.
In der Uruguay-Rundfahrt 1959 wurde er Zweiter hinter Héctor Placeres. Er holte einen Tageserfolg in dem Etappenrennen. 1960 gewann er das Rennen Doble Treinta y Tres. Diesen Sieg konnte er 1963 wiederholen. 1966 holte er den Gesamtsieg in der Rundfahrt Mil Millas Orientales.